# Schleusenwärterhaus (Pillhausen)

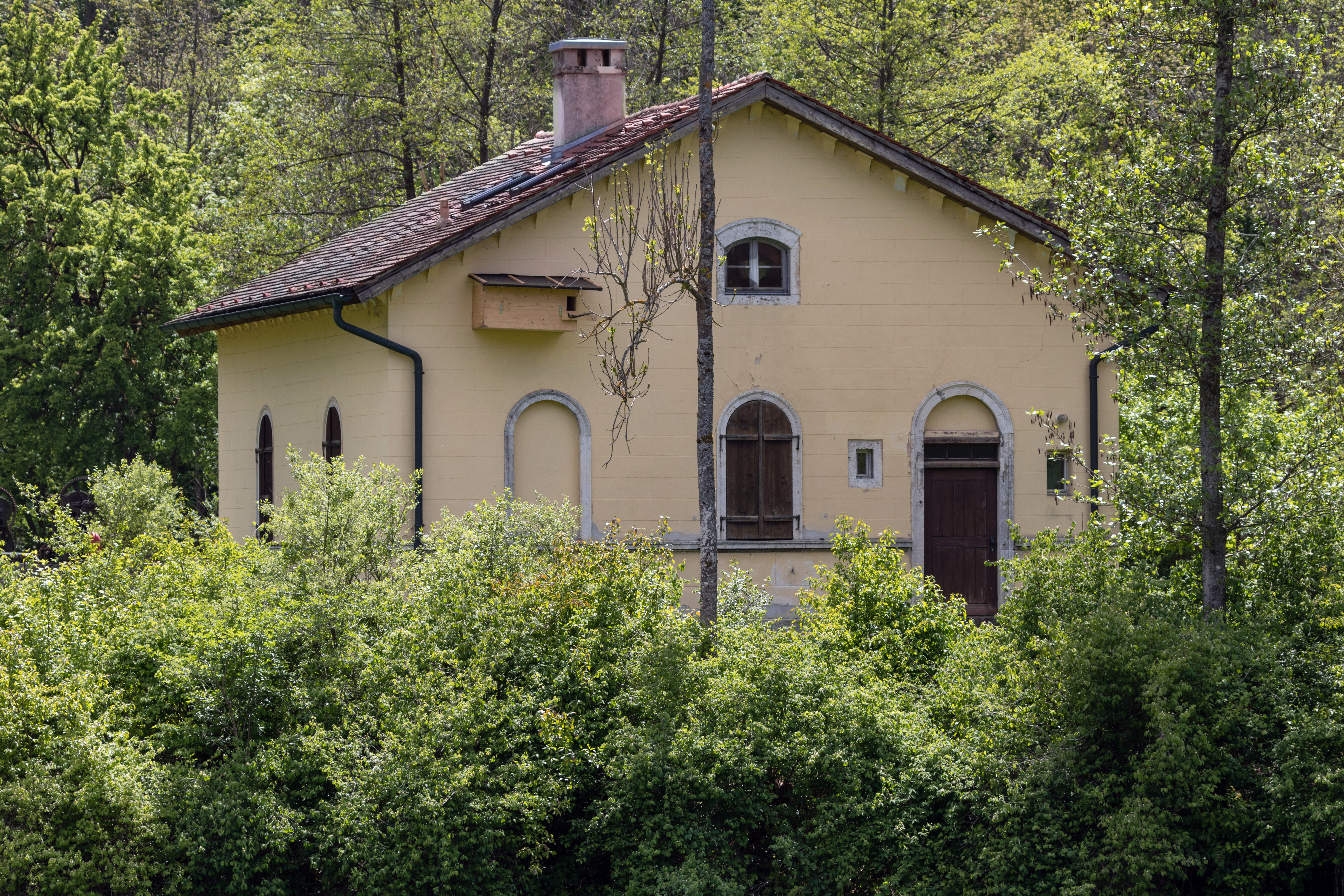
Schleusenwärterhaus in Pillhausen

Das Schleusenwärterhaus bei Pillhausen, einem Stadtteil von Riedenburg im niederbayerischen Landkreis Kelheim, wurde um 1840 errichtet. Das Schleusenwärterhaus ist ein geschütztes Baudenkmal.
Der eingeschossige Flachsatteldachbau mit aus Haustein gerahmten Rundbogenfenstern und Sohlbankgesims liegt in der Nähe der Schleuse 5 des Ludwig-Donau-Main-Kanals.